# 马长庆
马长庆（1936年3月—2018年7月16日），经名阿卜杜拉，男，东乡族，中华人民共和国伊斯兰教人物，伊赫瓦尼派精神领袖，曾任青海省政协副主席、青海省伊斯兰教协会会长，第八、十一、十二届全国政协委员。

## 家庭
祖父是中国伊斯兰教伊赫瓦尼派创始人马万福（果园哈吉）。

## 争议

### “未默哀”事件
在2014年3月3日下午开幕的政协第十二届全国委员会第二次会议上，全体与会人员为云南昆明火车站暴力恐怖事件遇难的群众默哀。马长庆并未起立，现场图片被发布到网上，引发民众的质疑和愤怒。不过，马长庆表示过对此次暴力袭击事件的谴责。后经记者核实，马长庆腿部有伤，进出会场都需要坐在轮椅上，并由两名工作人员帮忙。